# Route Adélie de Vitré 2009
La Route Adélie de Vitré 2009, quattordicesima edizione della corsa e valida come evento del circuito UCI Europe Tour 2009 categoria 1.1, fu disputata il 3 aprile 2009, per un percorso totale di 197,8 km. Fu vinta dal francese Jérôme Coppel, al traguardo con il tempo di 4h30'29" alla media di 43,877 km/h.
Al traguardo 78 ciclisti portarono a termine il percorso.

## Ordine d'arrivo (Top 10)
| Pos. | Corridore          | Squadra      | Tempo    |
| ---- | ------------------ | ------------ | -------- |
| 1    | Jérôme Coppel      | F. des Jeux  | 4h30'29" |
| 2    | David Le Lay       | Agritubel    | a 1"     |
| 3    | Romain Feillu      | Agritubel    | s.t.     |
| 4    | Martin Pedersen    | Capinordic   | s.t.     |
| 5    | Lloyd Mondory      | AG2R La Mon. | s.t.     |
| 6    | Benoît Vaugrenard  | F. des Jeux  | s.t.     |
| 7    | Geoffroy Lequatre  | Agritubel    | s.t.     |
| 8    | Anders Lund        | Saxo Bank    | s.t.     |
| 9    | Jean-Eudes Demaret | Cofidis      | s.t.     |
| 10   | Maxime Mederel     | Auber 93     | s.t.     |